# 阿拉萨内·瓦塔拉体育场
阿拉萨内·瓦塔拉体育场（法語：Stade Alassane Ouattara），通称埃比佩奥林匹克体育场（法語：Stade olympique d'Ébimpé），前称科特迪瓦国家体育场（法語：Stade National de la Cote d'Ivoire），是位于科特迪瓦经济首都阿比让郊区阿尼亞馬的一座多用途体育场，于2020年落成启用。该体育场主要承担大型足球赛事，包括科特迪瓦国家足球队的主场比赛。球场由科特迪瓦政府管理，设有6万个座位，是科特迪瓦最大的足球场，也是非洲最现代化的体育场。
场馆由北京市建筑设计研究院设计，扮演着科特迪瓦国家体育场的角色，地处阿比让郊区埃比佩和阿尼亞馬之间。如果以直线距离来计算，场馆正好位于阿比让市中心以北20公里处。当局之所以把国家的体育枢纽定在城区外，是想把体育场周边地区打造成一个占地287公顷的体育城。一旦建成，体育城将会是非洲最大的体育休闲街区，可承办足球，橄榄球及田径赛事。至于体育场本身，首期建设工程涵盖场馆周边地区，由四个广场组成，可提供1400个停车位，而场馆就坐落于一块占地20公顷的的长方形地块上。由于土地凹凸不平，项目需要大规模开挖，最终挖出50万吨土。这项早期的工程带来了相当大的挑战，加上暴雨频发，泥石流经常发生。
球场最初是用来承办2021年非洲國家盃而设计建设的。然而在2018年11月30日，非洲足协以场馆工程延误、缺乏其他必要基础设施为由，取消了喀麦隆承办2019年非洲國家盃的资格，改由埃及承办赛事。与此同时，非洲足协主席艾哈迈德·艾哈迈德表示喀麦隆已同意改举办2021年非洲杯，而原定举办2021年非洲杯的科特迪瓦则顺延举办2023年非洲國家盃。2019年1月30日，非洲足协主席与科特迪瓦总统阿拉萨内·瓦塔拉在阿比让会谈，正式确认更改时间。
项目于2016年12月22日正式动工，计划于2019年10月完工，历时34个月。然而在2019冠状病毒病疫情、天气条件恶劣、中国工人群体中爆发疟疾疫情的影响下，球场延期至2020年春季才完工。2020年10月3日，球场正式落成，以总统阿拉萨内·瓦塔拉的名字命名。揭幕当天，球场举行了文艺演出，演出过后ASEC米莫萨和阿比讓非洲體育會举行友谊赛，最终米莫萨2比0胜出。